# Ражбадинова, Анна Степановна
Анна Степановна Ражбадинова (Пикалова) (Махачкала, Дагестанская АССР, РСФСР, СССР — декабрь 2021, Ставрополь, Россия) — Народный учитель Российской Федерации (2010), Заслуженный учитель Российской Федерации (2010), народный учитель Дагестана (2010).

## Биография
Родилась в Махачкале. С 1993 года работала директором муниципального центра образования «Сказка» города Махачкалы. Ражбадинова первой на Северном Кавказе создала уникальное учреждение по типу комплекса «Детский сад – начальная школа – основная школа – дополнительное образование». Проживает в Ставрополе. В 2010 году, объявленным в стране годом учителя, имея более 40 лет педагогического стажа, удостоилась звания Народный учитель Российской Федерации. В начале декабря 2021 года стало известно, что Ражбадинова ушла из жизни.

## Труды
- «Построение педагогической модели инновационного образовательного учреждения, ориентированной на самообразование и самовоспитание учащихся» (2005)
- «Полифункциональность искусства как основа развития системы непрерывного художественного образования» (2007)
- «К вершинам знаний на крыльях творчества» (2008)

## Награды
- Диплом Президента Дагестана;
- Почётная грамота Президента Дагестана;
- Почётный работник общего образования России;
- Заслуженный учитель Дагестана;
- Заслуженный учитель России;
- Народный учитель Дагестана;
- Народный учитель России;